# Thysanotus nudicaulis
Thysanotus nudicaulis är en sparrisväxtart som beskrevs av Norman Henry Brittan. Thysanotus nudicaulis ingår i släktet Thysanotus och familjen sparrisväxter. Inga underarter finns listade i Catalogue of Life.